# Sasha Zhoya
Sasha Zhoya (* 25. Juni 2002 in Subiaco City) ist ein australisch-französischer Hürdenläufer, der sich auf die 110-Meter-Distanz spezialisiert und international seit 2020 für Frankreich an den Start geht.

## Sportliche Laufbahn
Sasha Zhoya war schon als Jugendlicher ein Ausnahmetalent und so stellte er 2019 mit 5,56 m einen australischen U18-Rekord im Stabhochsprung auf und in der Halle hält er mit 5,32 m den U20-Ozeanienrekord. Im Hürdenlauf stellte er im Juli 2019 mit 12,87 s eine U18-Weltbestleistung auf. 2021 siegte er für Frankreich in 13,05 s bei den U20-Europameisterschaften in Tallinn und verhalf der französischen 4-mal-100-Meter-Staffel zum Finaleinzug. Anschließend gewann er auch bei den U20-Weltmeisterschaften in Nairobi die Goldmedaille und stellte dort mit 12,72 s einen U20-Weltrekord auf. Damit ist er über zwei Zehntelsekunden schneller als jemals ein Athlet vor ihm in dieser Altersgruppe. Im Jahr darauf erreichte er bei den Weltmeisterschaften in Eugene das Halbfinale und schied dort mit 13,47 s über die Erwachsenenhürden aus. Anschließend belegte er bei den Europameisterschaften in München in 16,51 s den achten Platz. 2023 siegte er in 13,31 s bei den U23-Europameisterschaften in Espoo und stellte damit einen neuen Meisterschaftsrekord auf. Anschließend belegte er bei den Weltmeisterschaften in Budapest mit 13,26 s im Finale den sechsten Platz. Im Jahr darauf siegte er in 13,15 s beim Meeting de Paris und schied anschließend bei den Olympischen Sommerspielen in Paris mit 13,34 s im Halbfinale aus.
In den Jahren von 2022 bis 2024 wurde Zhoya französischer Meister im 110-Meter-Hürdenlauf.

## Persönliche Bestleistungen
- 110 m Hürden: 13,15 s (−0,2 m/s), 21. August 2023 in Budapest
- Stabhochsprung: 5,56 m, 1. April 2019 in Sydney (australischer U18-Rekord)

## Auszeichnungen
- Europas Leichtathlet des Jahres: Aufsteiger des Jahres 2021